# Proteuxoa leptochora
Proteuxoa leptochora är en fjärilsart som beskrevs av Turner 1926. Proteuxoa leptochora ingår i släktet Proteuxoa och familjen nattflyn. Inga underarter finns listade i Catalogue of Life.